# Giovanni Frattini

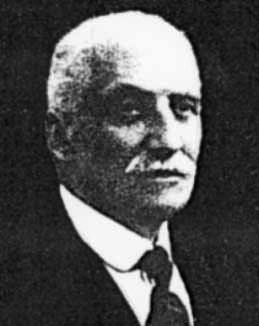
Giovanni Frattini

Giovanni Frattini (* 8. Januar 1852 in Rom; † 21. Juli 1925 ebenda) war ein italienischer Mathematiker, der vor allem für seine Beiträge zur Gruppentheorie bekannt ist.

## Leben
Frattini ging in Rom zur Schule und studierte dort ab 1869 Mathematik unter anderem bei Eugenio Beltrami und Luigi Cremona. 1875 wurde er dort bei Giuseppe Battaglini (1826–1894) und Beltrami promoviert. Danach war er Lehrer am Gymnasium (Liceo) in Caltanissetta auf Sizilien und ab 1878 an einer Technikerschule in Viterbo. 1881 wechselte er auf eine Technikerschule in Rom und 1884 wurde er dort Mathematiklehrer an einer neu gegründeten Militärschule. Aufgrund seiner in den 1880er Jahren veröffentlichten Arbeiten erhielt er einen Ruf als Professor nach Neapel, lehnte aber aus familiären Gründen ab. Auch das Angebot einer Dozentur an der Universität Rom 1914 schlug er aus, er war damals allerdings schon in fortgeschrittenem Alter. Da die Familie unter anderem durch die Verwundung eines Sohnes im Ersten Weltkrieg in eine schwierige finanzielle Lage kam, musste er weiter auch jenseits des Pensionsalters unterrichten.
In den 1880er Jahren veröffentlichte er, ausgehend vom Studium der Arbeiten von Camille Jordan, mehrere Aufsätze über Gruppentheorie. Im Jahr 1885 führte er dabei die Frattini-Untergruppe als Untergruppe einer Gruppe, die von allen nicht erzeugenden Elementen erzeugt wird, ein. Er zeigte, dass diese (bei endlichen Gruppen) nilpotent ist.
Das von ihm veröffentlichte Argument von Frattini stammte ursprünglich von dem mit ihm befreundeten Alfredo Capelli.
Neben Gruppentheorie befasste er sich auch mit Differentialgeometrie und der Zahlentheorie binärer quadratischer Formen.

## Verweise
1. ↑  Frattini beim Mathematics Genealogy Project
2. ↑  Frattini Intorno alla generazione dei gruppi di operazioni, Atti Acad. Lincei, Rend. (IV), Band 1, 1885, S. 281–285.
3. ↑  Oder äquivalent der Schnitt aller maximalen Untergruppen

| Personendaten    | Personendaten              |
| ---------------- | -------------------------- |
| NAME             | Frattini, Giovanni         |
| KURZBESCHREIBUNG | italienischer Mathematiker |
| GEBURTSDATUM     | 8. Januar 1852             |
| GEBURTSORT       | Rom                        |
| STERBEDATUM      | 21. Juli 1925              |
| STERBEORT        | Rom                        |